# Wilson Boit Kipketer
Wilson Boit Kipketer (6 de outubro de 1973) é um ex-atleta queniano de meio-fundo, campeão mundial e ex-recordista mundial dos 3 000 metros c/ obstáculos. Foi medalhista de ouro no Mundial de Atenas 1997 e de prata no mundial seguinte, Sevilha 1999. Em agosto de 1997 ele quebrou o recorde mundial desta prova em Zurique, com o tempo de 7:59.08 – então apenas o segundo homem abaixo dos oito minutos – recorde este que durou apenas  onze dias, sendo quebrado em seguida por outro queniano, Bernard Barmasai. Uma semana antes, Kipketer tinha vencido tanto Barmasai quanto o ex-recordista e então tricampeão mundial desta prova Moses Kiptanui no Campeonato Mundial de Atenas. Três anos depois, ele ganhou uma medalha de prata nos Jogos Olímpicos de Sydney.
Wilson Boit Kipketer não tem nenhuma relação de parentesco com Wilson Kipketer, ex-recordista mundial e três vezes campeão mundial dos 800 metros.